# La reina del Nil
La reina del Nil (títol original en italià: Nefertite Regina del Nilo) és un pèplum italià de Fernando Cerchio estrenat el 1961. Ha estat doblada al català.

## Argument[2]
La vestal Tanit, filla del gran sacerdot Benakon de Tebes, s'ha reunit amb el seu amant Tumos, un escultor. Descoberta pels homes del seu pare, Tanit és portada a Benakon. Li promet el seu perdó si es casa amb el príncep Amenofis ...

## Repartiment
- Jeanne Crain: Nefertiti / Tanit
- Edmund Purdom: Tumos
- Vincent Price: Benakon
- Amedeo Nazzari: Akenaton
- Liana Orfei: Merith
- Alberto Farnese: Dakim
- Carlo D'Angelo: Seper el capellà
- Piero Palermini: Nagor
- Gino Talamo: Kanru
- Clelia Matania: la infermera Penaba
- Raf Baldassarre: Mareb cap dels exèrcits
- Giulio Marchetti: el mestre de Tumos